# Cacique Matora
Cacique Matora (siglo XVI) fue el Cacique del territorio de Amo-ana circunscripto en la cuenca del río Amo-ya en actual departamento del Tolima.

## Biografía
Para 1556 Francisco de Trejo yerno del adelantado Sebastián de Belalcázar y nombrado encomendero del fuerte de Buga y con deseos de ampliar su encomienda organiza una campaña con sesenta soldados y un número mayor de nativos aliados para hacerse de los territorios del río Amo-ya determinado a conquistar los caribes pijaos, entrando a la región de Amoya por la parte norte y descendiendo por este hasta un valle donde asienta una fortificación que nombra Medina de las Torres, cerca al lugar del hoy municipio de Chaparral en el Tolima.
Desde esta fortificación envía a Francisco de Barrios sobrino del Arzobispo Juan de los Barrios a dar visita a la provincia de Amoya, este con descuido envía amenazas al Cacique de Amo-ana, Matora que sin esperar el plazo puesto por los españoles ataca con quinientos hombres el fuerte y obligan a Trejo a regresar a la ciudad de Buga con sus ejércitos disminuidos y en derrota.
Para el año 1562 el encomendero del fuerte de San Bonifacio Capitán Domingo Lozano inicia desde Ibagué la pacificación de los Pijao de “Turibio de los Paeces” con la colaboración de Diego de Bocanegra por licencia del Gobernador de Popayán, Álvaro de Mendoza Carvajal. Después de diez días de camino por los filos de la Cordillera Central de Colombia y en la parte norte de lo que hoy es el parque natural de las Hermosas realizan un asentamiento fortificado para desde allí dirigir sus ataques contra los pijaos del Río Amo-ya en esta campaña es liberado Francisco de Aguilera uno de los soldados de Trejo y retenido con vida durante seis años y son capturados siete nativos que fueron colgados en la labranza donde fueron encontrados. Aguilera ahora conociendo los territorios de Amo-ana guía a los conquistadores hacia los aposentos del Cacica Matora y toman para su servicio a veinte mujeres entre ellas la esposa de Matora y a ocho varones entre ellos dos hijos de Matora. No atraparon los conquistadores al Cacica por estar este cabildeando con un hermano suyo.
Desde esa fortificación ranchean (término según Simón para robar y matar) hasta completar quinientos pesos de buen oro regresaron a la fortificación, que seis días después es atacada por el Cacica Matora con una derrota para los Pijaos y desde allí partió para la provincia de Toli-bio de los Pat-es donde tiempo después durante una de las tomas e incendios muere el Capitán Domingo Lozano.
Después de diez días de camino por los filos de la Cordillera Central de Colombia y en la parte norte de lo que hoy es el parque nacional natural Las Hermosas realizan un asentamiento fortificado para desde allí dirigir sus ataques contra los pijaos del Río Amo-ya en esta campaña es liberado Francisco de Aguilera uno de los soldados de Francisco de Trejo y retenido con vida durante seis años y son capturados siete nativos que fueron colgados en la labranza donde fueron encontrados. Aguilera ahora conociendo los territorios de Amo-ana guía a los conquistadores hacia los aposentos del Cacica Matora y toman para su servicio a veinte mujeres entre ellas la esposa de Matora y a ocho varones entre ellos dos hijos de Matora. No atraparon los conquistadores al Cacica por estar este cabildeando con un hermano suyo.
Desde esa fortificación ranchean (término según Simón para robar y matar) hasta completar quinientos pesos de buen oro regresaron a la fortificación, que seis días después es atacada por el Cacica Matora con una derrota para los Pijaos y desde allí partió para la provincia de Toli-bio de los Pat-es donde logró penetrar hasta orilla del río Páez, y fundó a San Sebastián de los Paéces o Caloto viejo el 13 de enero de 1563 y esta fue atacada y sometida por los Paéces y Pijaos, durante una de las tomas e incendios muere el Capitán Domingo Lozano.
De la muerte del Cacica Matora no se da informe, pero se decía, formó parte de la campaña contra el Fuerte de San Vicente de Páez para recuperar a su esposa e hijos.